# Miguel Monsalve
Miguel Monsalve, né le 27 février 2004 à Medellín en Colombie, est un footballeur colombien qui évolue au poste de milieu offensif au Grêmio Porto Alegre.

## Biographie

### En club
Né à Medellín en Colombie, Miguel Monsalve est formé par l'Independiente Medellín, qu'il rejoint à l'âge de quatre ans. C'est avec ce club qu'il fait ses débuts en professionnel, le 15 octobre 2020, lors d'une rencontre de championnat face au Jaguares de Córdoba. Il entre en jeu et les deux équipes se neutralisent (1-1 score final). Après ses débuts il est rapidement considéré comme l'un des joueurs les plus prometteurs du pays.
Monsalve inscrit son premier but en professionnel le 28 juillet 2022, lors d'une rencontre de coupe de Colombie face au Deportes Tolima. Titulaire, il participe à la victoire de son équipe ce jour-là (1-3 score final).
Le 14 juillet 2024, Miguel Monsalve rejoint le club brésilien du Grêmio Porto Alegre. Il signe un contrat courant jusqu'en décembre 2028.

### En sélection
Miguel Monsalve représente l'équipe de Colombie des moins de 20 ans. Avec cette sélection il est retenu pour participer au Championnat de la CONMEBOL de football des moins de 20 ans en 2023.
Avec cette même sélection il est également retenu pour participer à la coupe du monde des moins de 20 ans en 2023.